# 13642 Ricci
13642 Ricci è un asteroide della fascia principale. Scoperto nel 1996, presenta un'orbita caratterizzata da un semiasse maggiore pari a 3,0224079 UA e da un'eccentricità di 0,1662630, inclinata di 6,20794° rispetto all'eclittica.
L'asteroide è intitolato al matematico italiano Gregorio Ricci Curbastro.